# سیارک ۲۱۸۱۵
سیارک ۲۱۸۱۵ (به انگلیسی: 21815 Fanyang، نامگذاری:1999TF29) بیست و یک هزار و هشتصد و پانزدهمین سیارک کشف شده‌است که در ۴ اکتبر ۱۹۹۹ کشف شد.
قدر مطلق سیارک برابر ۱۸.۶ است.